# Héctor Trujillo
Héctor Bienvenido „Negro“ Trujillo Molina (6. dubna 1908 – 19. října 2002 Miami) byl dominikánský generál a politický činitel, který byl v letech 1952–1960 prezidentem Dominikánské republiky. Byl bratrem bývalého prezidenta a diktátora Rafaela Trujilla.

## Život
Héctor Trujillo, přezdívaný Negro pro své rysy v obličeji a tmavou pleť, byl nejmladším bratrem Rafaela Trujilla. Poté, co se Trujillo v roce 1930 dostal k moci, vstoupil Héctor do armády a rychle postupoval. Než byl v roce 1942 jmenován „státním tajemníkem pro válku a námořnictvo“, dosáhl hodnosti generálmajora. V roce 1944 se stal „generálem armády“, což byl nově vytvořený titul. Kromě vojenských aktivit se Héctor věnoval i hromadění pozemků a peněz. V roce 1937 se zasnoubil s Almou McLaughlinovou, sňatek se nakonec uskutečnil o dvě desetiletí později.
Héctor Trujillo pracoval jako „loutka“ svého bratra, který měl veškerou skutečnou kontrolu; prezidentem se stal 16. srpna 1952, ale 3. srpna 1960 byl požádán o rezignaci, když jeho bratr změnil složení vlády.
Zemřel přirozenou smrtí v Miami 19. října 2002. Trujillo byl ženatý s Almou McLaughlin Simó, neměli žádné děti.